# Rom (rzeka)
Rom (niem. Rambach, wł. Ram, retorom. i urzędowo w Szwajcarii Rom)– rzeka w Europie Południowej o długości 24,7 km, dopływ Adygi, przepływająca przez Szwajcarię i Włochy.
Jej źródła znajdują się na przełęczy Ofenpass koło Tschierv, następnie przepływa przez dolinę Münstertal, koło Taufers im Münstertal przekracza granicę z Włochami, a uchodzi do Adygi nieopodal Glurns.
Potok po stronie szwajcarskiej jest pod ochroną i nie może być wykorzystywany do produkcji energii elektrycznej. W szwajcarskiej części potoku istnieje jedna hodowla ryb. Najważniejszym dopływem jest Valgarolabach.
Referendum przeprowadzone w kwietniu 2013 r. dało zgodę na budowę elektrowni wodnej na włoskiej części potoku. W ten sposób ostatnia, prawie naturalna dolina rzeczna w południowym Tyrolu, zostanie przystosowana do produkcji prądu. Koncesja na budowę elektrowni planowanej między Taufers im Münstertal i Mals została udzielona w 2019 r.